# Vicetone
Vicetone – holenderski zespół, tworzony przez dwóch DJ-ów, Rubena den Boera oraz Victora Poola. Debiutowali tworzonymi przez siebie remiksami piosenek pop udostępnianymi na portalu YouTube. Według stanu na listopad 2014 znajdują się na 36 miejscu w rankingu DJ Mag 100. Obecnie są poza tym notowaniem.

## Życiorys
Jako fani muzyki elektronicznej, Victor oraz Ruben spotkali się w wieku 15 lat. Obaj byli fanami popularnych twórców tej muzyki, jak Tiësto, Eric Prydz czy Swedish House Mafia. Na początku 2012 roku zaczęli tworzyć swoje pierwsze piosenki. Początkowo były to remixy Adele, Calvin Harris, Flo Rida, Maroon 5, wszystkie wydane na YouTube. Kolejne już samodzielne utwory, jak i kolejne remixy rozwijały popularność duetu. Bardzo dobrze przyjęty został kawałek „Heartbeat”, który zagwarantował im posłuch. Następne utwory przyciągnęły wytwórnie muzyki elektronicznej, takie jak Protocol Recordings, Revealed Recordings czy Monstercat. Dużym wydarzeniem dla Vicetone była możliwość zaprezentowania wraz z Nicky Romero wspólnej piosenki „Let Me Feel” na festiwalu Ultra w Miami. Zostali również poproszeni o stworzenie podkładu muzycznego do oficjalnego aftermovie z jednego z największych wydarzeń sceny muzyki elektronicznej na świecie – Ultra Miami 2014 (singiel „United We Dance”).

## Dyskografia

### Single promocyjne
| Rok  | Utwór                               | Album                       |
| ---- | ----------------------------------- | --------------------------- |
| 2012 | „Stars”                             | Monstercat 010 – Conquest   |
| 2012 | „Harmony”                           | Monstercat 011 – Revolution |
| 2012 | „Hope” (ft. Barack Obama)           | Hope single                 |
| 2012 | „California”                        | California single           |
| 2012 | „Heartbeat” (ft. Collin McLoughlin) | Monstercat 012 – Aftermath  |
| 2011 | „Twenty”                            | Twenty single               |
| 2013 | „Tremble”                           | Tremble single              |
| 2013 | „Beast” (Vicetone vs. Nico Vega)    | Beast single                |

### Single
- 2013: Vicetone – Heartbeat Feat. Collin McLoughlin [Monstercat]
- 2013: Vicetone – Stars feat. Jonny Rose [Trice Recordings (Armada)]
- 2013: Vicetone vs Nico Vega – Beast [Gratis]
- 2013; Vicetone – Tremble [Protocol Recordings]
- 2013: Vicetone – Chasing Time feat. Daniel Gidlund [Trice Recordings (Armada)]
- 2013: Vicetone vs Popeska – The New Kings Feat. Luciana [Proximity (Gratis)]
- 2014: Vicetone – Lowdown [Spinnin’ Records]
- 2014: Vicetone Feat. Chloe Angelides – White Lies [Protocol Recordings]
- 2014: Vicetone – Ensemble [DOORN Records(Spinnin’Records)]
- 2014: Vicetone & Tony Igy – Astronomia 2014 [Gratis] – platynowa płyta w Polsce[2]
- 2014: Vicetone – Heat (Revealed Recordings)
- 2014: Vicetone & Nicky Romero feat. When We Are Wild – Let Me Feel [Protocol Recordings]
- 2014: Vicetone – United We Dance [Ultra]
- 2014: Vicetone – What I’ve Waited For (feat. D. Brown) [Monstercat]
- 2015: Vicetone – No Way Out (ft. Kat Nestel) [Spinnin’ Records]
- 2015: Vicetone – Follow Me (ft. JHart) [Ultra Music]
- 2015: Vicetone - Angels feat. Kat Nestel [Ultra Music]
- 2015: Vicetone - Nothing Stopping Me ft. Kat Nestel
- 2015: Vicetone - I'm On Fire [Spinnin’ Records]
- 2016: Vicetone - Pitch Black [Spinnin’ Records]
- 2016: Vicetone Feat. Cozi Zuehlsdorff - Nevada [Monstercat]
- 2016: Vicetone - Anywhere I go [Spinnin’ Records]
- 2017: Vicetone - Fix You [Monstercat]
- 2017: Vicetone - Way Back (feat Cosi Zuehlsdorf) [Monstercat]
- 2018: Vicetone - Something Strange (feat Haley Reinhart) [Monstercat]
- 2019: Vicetone - Fences (feat Mart Wettz)
- 2019: Vicetone - Home

### Remiksy
- Dillon Francis + Sultan & Ned Shepard ft. The Chain Gang of 1974 – When We Were Young (Vicetone Remix)
- Cash Cash – Overtime (Vicetone Remix)
- Krewella – Enjoy The Ride (Vicetone Remix)
- Nicky Romero vs. Krewella – Legacy (Vicetone remix)
- David Puentez feat. Shena – The One (Vicetone remix)
- Youngblood Hawke – We Come Running (Vicetone remix)
- Hook N Sling vs Nervo – Reason (Vicetone Bootleg)
- Cazzette – Weapon (Vicetone remix)
- Matthew Koma – One Night (Vicetone remix)
- Nicky Romero & Fedde Le Grand ft. Matthew Koma – Sparks (Vicetone Bootleg)
- Doctor P. ft. Eva Simons – Bulletproof (Vicetone remix)
- Maroon 5 – Payphone (Vicetone Bootleg)
- Flo Rida – Whistle (Vicetone remix)
- Zedd – Clarity (Vicetone remix)
- Nervo – Hold On (Vicetone remix)
- Adele – Someone like you (Vicetone Bootleg)
- Calvin Harris ft. Ne-Yo – Let’s go (Vicetone remix)
- Morgan Page – The Longest Road (Vicetone Bootleg)
- Linkin Park & Steve Aoki – A Light That Never Comes (Vicetone Remix)
- Urban Cone - Come Back To Me (Vicetone Remix)
- Tiesto & Hardwell ft. Andreas Moe - Colors (Vicetone Remix)
- The Prodigy - Omen (Vicetone Remix)
- The Knocks  - Ride or die (Vicetone Remix)